# Ditassa obscura
Ditassa obscura là một loài thực vật có hoa trong họ La bố ma. Loài này được (E.Fourn.) Farinaccio & T.U.P.Konno mô tả khoa học đầu tiên năm 2005.